# Torikago goten ~L'Oiseau bleu~
Torikago goten ~L'Oiseau bleu~ (鳥籠御殿 ～L'Oiseau bleu～?) è il ventesimo singolo della band visual kei giapponese D. È stato pubblicato il 28 luglio 2011 dall'etichetta discografica indie GOD CHILD RECORDS, primo disco del ritorno dei D a questa label dopo due anni passati nella major avex trax.
Il singolo è stato stampato in due versioni, entrambe in confezione jewel case: una special edition in confezione keep case con DVD extra e cartolina omake, ed una normal edition in confezione jewel case con copertina diversa e due brani in più; ordinando il singolo tramite uno specifico web shop (coolJAPANstore) veniva inoltre regalato un DVD omaggio contenente il making-of del videoclip.
Il singolo fa parte di una campagna benefica dei D volta a sostenere le vittime del terremoto e maremoto del Tōhoku e composta anche dalla vendita di adesivi promozionali disegnati dal cantante ASAGI e raffiguranti tutti i componenti del gruppo.

## Tracce
Dopo il titolo è indicata fra parentesi "()" la grafia originale del titolo.
1. Torikago goten ~L'Oiseau bleu~ (鳥籠御殿 ～L'Oiseau bleu～?) - 6:21
2. Hane wo hitohira (羽根をひとひら?) - 4:22
3. Denshou sareshi sora no monogatari (伝承されし空の物語?) - 3:46
4. Torikago goten ~L'Oiseau bleu~ (Voiceless) (鳥籠御殿 ～L’Oiseau bleu～（Voiceless）?) - 6:22

### DVD
1. Torikago goten ~L'Oiseau bleu~ (鳥籠御殿 ～L'Oiseau bleu～?) - 6:27; videoclip

## Formazione
- ASAGI - voce
- Ruiza - chitarra
- HIDE-ZOU - chitarra
- Tsunehito - basso
- HIROKI - batteria